# The Box Tops
I Box Tops sono stati un gruppo rock/soul statunitense originario di Memphis nel Tennessee.
Sono diventati famosi per l'enorme successo avuto col brano The Letter del 1967 e di altri brani come Neon Rainbow, Cry Like A Baby, Soul Deep, I Met Her in Church.
Sono considerati tra i maggiori esponenti del soul bianco della seconda metà degli anni 60. Il loro repertorio era costituito da cover di brani soul scritti da James e Bobby Purify e Clifford Curry, da canzoni pop come A Whiter Shade of Pale e brani originali scritti dai loro produttori.

## Storia
Il gruppo si è formato all'inizio del 1967, sorto sulle ceneri di un gruppo precedente attivo a Memphis dal 1963 (The Devilles). La formazione iniziale era composta da Danny Smythe (batteria), con John Evans (chitarra e tastiere), Alex Chilton (voce, chitarra), Bill Cunningham (basso, tastiere) e Gary Talley (chitarra solista) all'epoca tutti adolescenti.
Sotto la guida del produttore Dan Penn entrarono in studio per le registrazione del brano The Letter scritto dal cantautore Wayne Carson Thompson e pubblicato per la Mala. Il singolo fu un successo clamoroso, raggiunse in breve tempo la vetta della classifica di Billboard, dove rimase per 4 settimane ed in Norvegia per tre settimane, la terza posizione in Olanda, la quinta in Germania e la nona in Austria. 
Per questo singolo ottennero 2 nomination al Grammy Award. Pubblicarono poi il secondo singolo Neon Rainbow che raggiunse il 24º posto negli USA ed il secondo nel Regno Unito. 
Nel novembre fu pubblicato il primo album The Letter/Neon Rainbow.
Nel 1968 pubblicano Cry Like a Baby secondo loro massimo successo che raggiunse il secondo posto della classifica statunitense, che fu in seguito reinterpretato da Kim Carnes e dagli Hacienda Brothers. In questo periodo cambiarono produttore in Cogbill e Chips Moman.
Evans e Smythe ritornarono a scuola e furono sostituiti da Rick Allen (già con i Gentrys e da Thomas Boggs.
L'ultimo loro successo fu Soul Deep del 1969 scritto sempre da Carson. Nell'agosto del 1969 anche Cunningham lascia il gruppo e viene sostituito da Harold Cloud. Il gruppo, sempre più stanco della mancanza di rispetto e dello sfruttamento da parte delle figure che giravano loro attorno, e culminato nel dicembre del 1969 quando decisero di cancellare un tour inglese perché avrebbero dovuto usare strumenti non loro, decise di sciogliersi. La casa discografica pubblicò nel 1970 e nel 1971 alcuni singoli che erano stati registrati in precedenza.
Il nome del gruppo, che era proprietà della casa di produzione, fu usato per alcuni singoli pubblicati tra il 1972 ed il 1974 con altri componenti senza però avere alcun successo commerciale.
Dei componenti del gruppo quello con la carriera più rilevante fu senza dubbio Alex Chilton che oltre ad una lunga attività da solista formò dapprima i Big Star, seminale gruppo power pop, e poi entrò nei Tav Falco's Panthers Burns, divenne anche produttore discografico.
Dopo una estemporanea reunion nel 1989 il gruppo sotto la spinta di Cunningham si riunì con la formazione originale nel 1996 e rimase assieme fino alla morte improvvisa di Chilton avvenuta nel 2010 con la sola defezione di Evans nel 2000.
In questo periodo il gruppo ha pubblicato un album Tear Off!, composta da originali e cover e alla cui realizzazione hanno partecipato anche The Memphis Horns. Hanno effettuato nel 2003 un tour in Germania con un ottimo successo di pubblico.

## Discografia

### Album in studio
- 1967 - The Letter/Neon Rainbow
- 1968 - Cry Like a Baby
- 1968 - Non-Stop
- 1969 - Dimensions
- 1998 - Tear Off!

### Singoli
- 1967 - The Letter/Happy Times
- 1967 - Neon Rainbow/Everything I Am
- 1968  - Cry Like a Baby/The Door You Closed to Me
- 1968 - Choo Choo Train/Fields of Clover
- 1968 - I Met Her in Church/People Gonna Talk
- 1968 - Sweet Cream Ladies, Forward March/I See Only Sunshine
- 1969 - I Shall Be Released/I Must Be the Devil
- 1969 - Soul Deep/(The) Happy Song
- 1969 - Turn On a Dream/Together
- 1970 - You Keep Tightening Up on Me/Come On Honey
- 1970 - Let Me Go/Got to Hold On to You
- 1971 - King's Highway/Since I've Been Gone
- 1972 - Sugar Creek Woman/It's All Over
- 1973 - Hold On Girl/Angel
- 1974 - Willobee And Dale/It's Gonna Be O.K.